# Smartavia
Smartavia (АО «Авиакомпания Смартавиа»), торговый знак Smartavia — российская авиакомпания. В 2004-2009 годах авиакомпания носила название «Аэрофлот-Норд», а с 2009 до 2019 выполняла рейсы под брендом «Нордавиа». Smartavia является бюджетной авиакомпанией (лоукостером), второй и одной из трёх действующих в России наряду с компаниями «Победа» и «Азимут».
С 23 марта 2011 года до 15 апреля 2016 года принадлежала ГМК «Норильский никель». 15 апреля 2016 года «Норильский никель» завершил сделку по продаже 100 % акций авиакомпании «Нордавиа — региональные авиалинии» АО «Скай Инвест». Авиакомпания выполняет регулярные перевозки под товарным знаком Smartavia (с марта 2019 года) и кодом 5N в 22 российских аэропорта.

## История

### Архангельские воздушные линии
В 1930 году в Архангельске было создано Управление воздушной линии Архангельск-Усть-Сысольск. Через год было образовано Управление воздушных линий Северного края. 
В 1963 году был создан Архангельский объединенный авиационный отряд «Аэрофлота».
В 1992 году на базе Архангельского авиаотряда был образован «Архангельский авиаконцерн» (с 1994 года — «Архангельские воздушные линии»).

### Аэрофлот-Норд

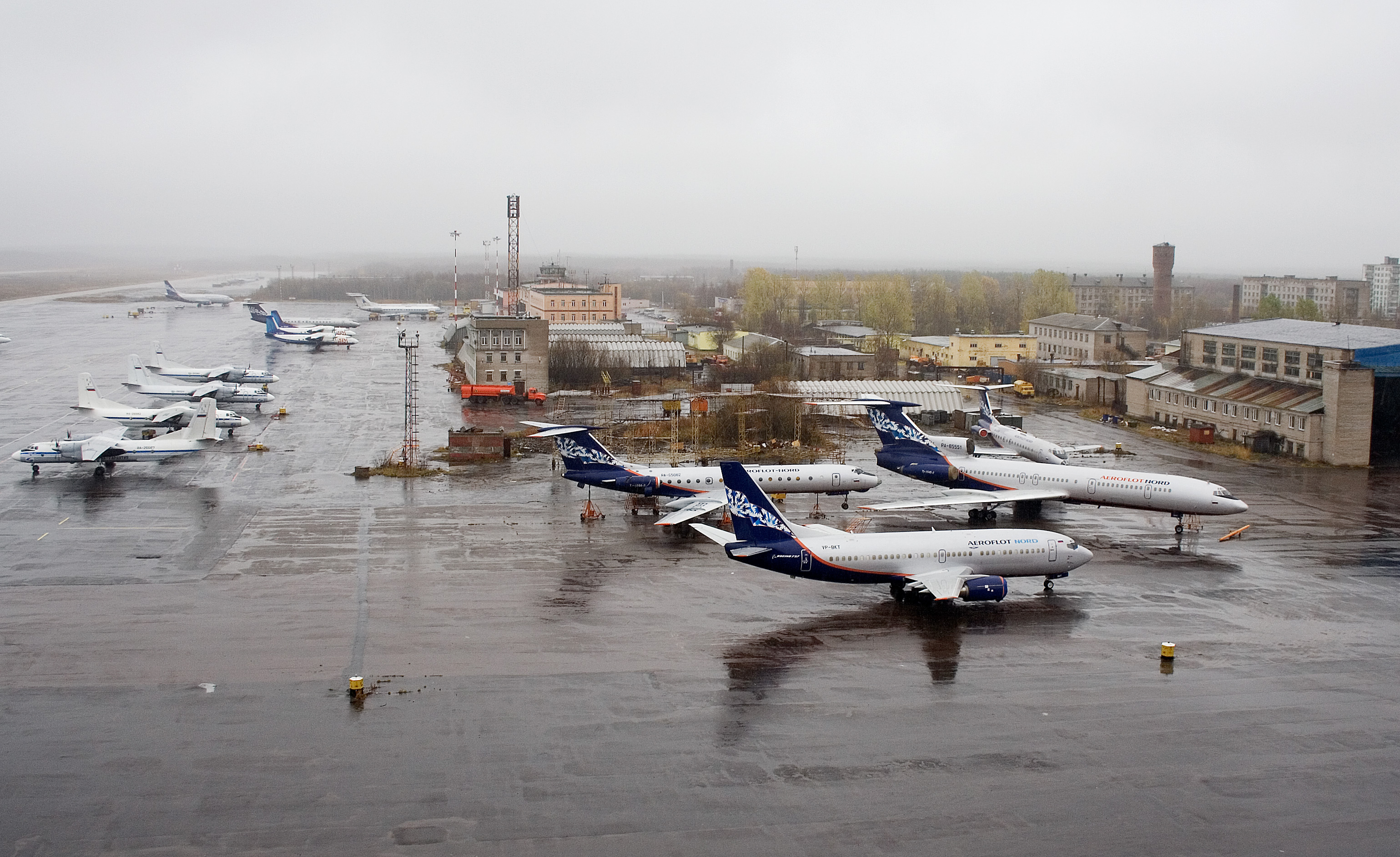
Аэропорт Талаги. Самолёты авиакомпании «Аэрофлот-Норд»

Компания «Аэрофлот-Норд» основана в 2004 году на базе государственной компании «Архангельские воздушные линии». 51% акций принадлежал «Аэрофлоту», 49% — компании «Авиаинвест» Анатолия Кожина.
15 сентября 2008 года «Аэрофлот», в связи с авиакатастрофой Боинга в Перми, объявил о расторжении договора об использовании своего кода при выполнении авиаперевозок самолетами «Boeing 737—500» компании «Аэрофлот-Норд» «в целях снижения рисков для своего бренда». С этой даты обе авиакомпании выполняют все рейсы только под собственным кодом и флагом. 17 сентября этого же года «Аэрофлот» и его дочерняя компания «Аэрофлот-Норд» подписали протокол о формах коммерческого сотрудничества, основным направлением которого стало соглашение о совместных код-шеринг перевозках. «Аэрофлот» продолжило оказывать содействие ЗАО «Аэрофлот Норд» в части, касающейся электронной коммерции, внедрения электронного билета, современных систем регистрации пассажиров и багажа, оказания представительских функций в аэропортах. Компании сотрудничали в рамках программы для часто летающих пассажиров «Аэрофлот Бонус», объединенная бонусная программа двух авиакомпаний действовала с 1 июля 2008 года. Также «Аэрофлот» оказывал ЗАО «Аэрофлот Норд» содействие по скорейшему внедрению международных стандартов и процедур в области операционной деятельности для прохождения аудита IOSA в конце 2008 — начале 2009 года.

### Нордавиа
С 27 ноября 2009 года авиакомпания сменила название на «Нордавиа — Региональные авиалинии».
23 марта 2011 года авиакомпания продана «Аэрофлотом» ГМК «Норильский никель» за $207 млн, из которых $200 млн составили обязательства «Нордавиа».
Гендиректор компании (с 18 сентября 2009 года) — Олег Владимирович Усманов. 8 ноября 2011 года генеральным директором был назначен Олег Юрьевич Ветвинский (бывший генеральный директор и один из вдохновителей создания ОАО «Внуково Хэндлинг»).

Старый логотип компании «Нордавиа»

С 1 января 2015 года «Аэрофлот» расторгнул код-шеринговое соглашение и прекратил сотрудничество в рамках бонусной программы. С 27 апреля 2016 года генеральным директором стал Владимир Павлович Горбунов (бывший заместитель генерального директора авиакомпании «Победа», бывший генеральный директор лоукостера «Авианова»).
21 марта 2016 года ФАС разрешила совладельцу Red Wings приобрести 100 % авиакомпании «Нордавиа — региональные авиалинии».
31 августа 2016 года на должность генерального директора назначен Анатолий Семенюк, ранее занимавший пост заместителя технического директора авиакомпании Red Wings.
На лето 2017 года Росавиация ограничила сертификат эксплуатанта Нордавиа.
16 ноября 2018 года на должность генерального директора назначен Сергей Савостин, один из акционеров компании. «В рамках структурных изменений генеральный директор авиакомпании Анатолий Семенюк займет позицию председателя совета директоров „Нордавиа“. Он будет отвечать за развитие авиакомпании и подготовку к созданию управляющей компании в рамках авиационного холдинга в партнерстве с авиакомпанией Red Wings. Генеральным директором „Нордавиа“ становится один из акционеров компании — Сергей Савостин», — говорится в сообщении. Нынешний председатель совета директоров «Нордавиа» Евгений Ключарев продолжит работу в совете директоров компании.

### Smartavia
В марте 2019 года компания провела ребрендинг, торговым именем стало Smartavia.
В сентябре 2021 года компания подписала договор о полётах из аэропорта Шереметьево. С 27 марта 2022 года все рейсы переводятся в Шереметьево.
С 1 мая 2023 года компания временно прекратила полеты в аэропорт Архангельск в связи с ремонтом его взлетно-посадочной полосы. 1 декабря полеты были возобновлены.
В декабре 2023 года компания Smartavia в числе первых протестировала проект аэропорта Пулково «Мобильные бригады» с обслуживанием рейсов с поздним прибытием мобильной бригадой. Проект позволил сократить время оборота самолетов в среднем на 15 %.

## Объединение сRed Wings
Акционеры авиакомпаний «Нордавиа» и Red Wings приняли решение объединить компании и начали подготовку к процессу консолидации под общим управлением. На базе авиакомпаний планировалось создать авиационный холдинг с единой управляющей компанией. Отмечалось, что целью объединения является укрупнение бизнеса, что, среди прочего, даст возможность повысить финансовую устойчивость компаний, провести полноценное обновление самолетного парка, создать единую маршрутную сеть и повысить эффективность работы предприятия.
Акционерами создаваемого холдинга должны были стать владельцы бумаг действующих авиакомпаний. Пассажирооборот авиационного холдинга в 2018 году мог превысить 3,5 млн человек.
В марте 2019 года акционеры Red Wings и «Нордавиа» объявили об отказе от идеи создать холдинговую компанию с общим капиталом, сделав акцент только лишь на совместном управлении. «Вопрос объединения именно в точке собственности снят вообще. Все аспекты взаимодействия — это совместное управление» — сообщил журналистам гендиректор Red Wings Евгений Ключарев.

## Деятельность

### Маршрутная сеть

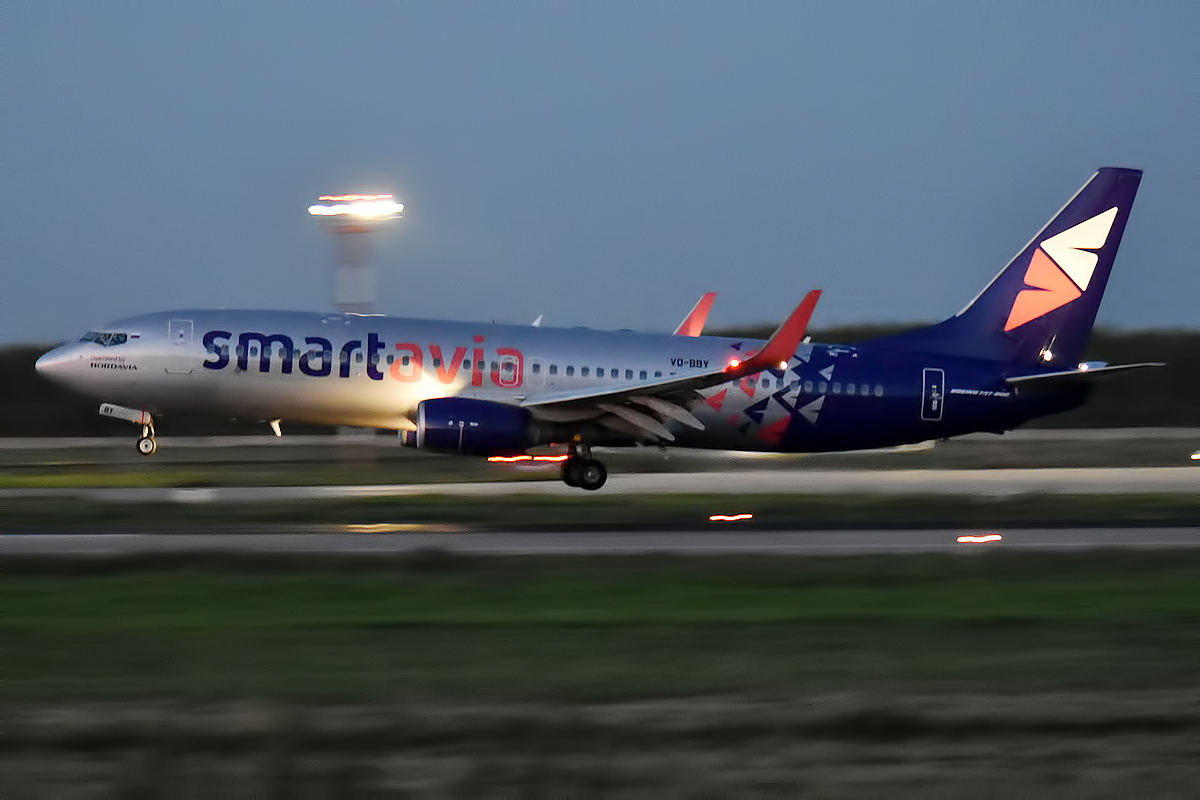
Boeing 737—800 авиакомпании Smartavia

Smartavia выполняет полёты по 22 направлениям в российские аэропорты.
География полётов: Москва, Санкт-Петербург, Архангельск, Волгоград, Казань, Калининград, Минеральные Воды, Мурманск, Нарьян-Мар, Нижний Новгород, Новокузнецк, Новосибирск, Оренбург, Омск, Оренбург, Пермь, Самара, Сочи, Сыктывкар, Тюмень,  Уфа, Челябинск.
Чартерная программа включает в себя рейсы в партнерстве с туроператорами Библио-Глобус, TUI.

## Флот

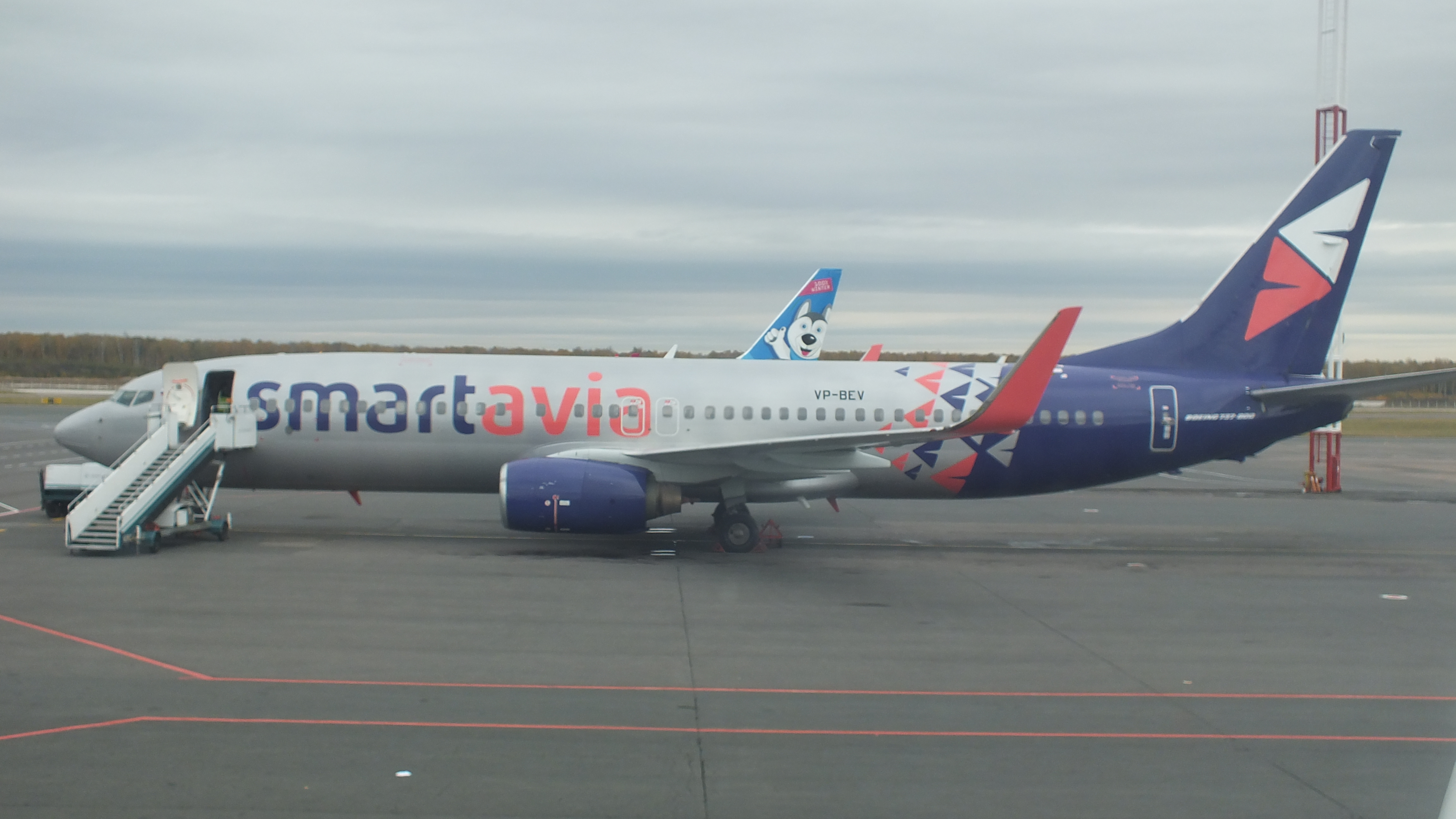
Boeing 737-800 авиакомпании Smartavia в аэропорту Домодедово в октябре 2019 года

По состоянию на 2024 год флот авиакомпании состоит из 13 самолётов: Boeing 737-700 (2 самолёта), Boeing 737-800 (9 самолётов), Airbus A320 Neo (2 самолёта) со средним возрастом 13,8 лет.
В марте 2022 года авиакомпания Smartavia перевела свои воздушные суда в российскую юрисдикцию.
Ранее в авиакомпании эксплуатировались самолёты типа Ан-24РВ, Ан-26, Ту-134А, Ту-154Б-2, Boeing 737-300, Boeing 737-500.

## Авиационные происшествия
- 7 мая 1994 года Ту-134А-3 RA-65976 совершил аварийную посадку без правой стойки шасси[38].
- Катастрофа Boeing 737 в Перми. 14 сентября 2008 года, выполняя рейс 821 из Москвы (Шереметьево), при заходе на посадку в аэропорту Большое Савино разбился борт VP-BKO. Все 88 человек на борту погибли[39].
- В начале июня 2009 года Boeing 737—500 рег. № VP-BXM получил повреждения, попав в град при заходе на посадку в аэропорту Симферополя. У самолёта разбиты фары, пробит носовой обтекатель, деформированы элементы механизации и фюзеляж. Лайнер был списан[40].
- 18 августа 2024 года Boeing 737-800 регистрационный номер RA-73659 при посадке в аэропорту Сочи коснулся хвостовой частью фюзеляжа взлетно-посадочной полосы. Самолёт отстранен от полетов[41].